# Parafia św. Bartłomieja Apostoła w Polskich Łąkach
Parafia świętego Bartłomieja Apostoła w Polskich Łąkach – parafia rzymskokatolicka, znajdująca się w diecezji pelplińskiej, w dekanacie Lubiewo.